# Linie následnictví ruského trůnu
Linie následnictví ruského trůnu byla ustanovena carským výnosem o následnictví cara Pavla I. a po úpravě roku 1911 platil až do konce ruské monarchie v roce 1917. Následnictví trůnu se uskutečňovalo podle tzv. polosalického práva, kdy měla žena nárok na vládu, pouze pokud nebyli mužští členové rodu schopní vlády.
Text Carského výnosu o následnictví:
Naším společným dobrovolným a vzájemným souhlasem a po zralé úvaze a s klidnou myslí stanovili jsme tento Náš společný Akt, kterým s ohledem k lásce k Vlasti vybíráme naším Následníkem, po přirozeném právu, po smrti Mě Pavla, našeho staršího syna Alexandra a po něm jeho mužské potomky. Po přerušení jeho mužského potomstva následnictví přechází na Mého druhého Syna a tak dále, pokud bych už neměl synův potom podle práva prvorozenectví. Při přerušení posledního mužského potomstva Mých Synů následnictví zůstává v rodě, v ženském potomstvu posledního Vládnoucího panovníka jako nejbližší k Trůnu...Po přerušení tohoto potomstva následnictví přechází do rodiny mého staršího Syna v ženském pokolení, ve kterém nastupuje nejbližší příbuzná naposledy Vládnoucího potomka Mého výševzpomínaného Syna, a při nedostatku takové, muž nebo žena, s ohledem na to, že muži mají přednost před ženami, jak bylo již řečeno shora...Po přerušení tohoto potomstva následnictví přechází na ženský rod Mých dalších Synů, podle stejného pořádku a poté na potomstvo Mojí nejstarší Dcery na její mužské potomstvo a při přerušení tohoto potomstva na Její ženské potomky podle pořádku jako u ženských potomků Mých Synů. Po přerušení potomstva Mojí starší Dcery následnictví přechází na Mojí mladší Dceru a její mužské a potom ženské potomstvo a tak dále.

## Linie následnictví trůnu

### Pořadí následnictví v roce 1917
- car Mikuláš I. (1796–1855)
  -  car Alexandr II. (1818–1881) - hlavní větev - Alexandrovičové
    -  car Alexandr III. (1845–1894
      -  car Mikuláš II. (1868–1918)
        -  (1) Alexej Nikolajevič, následník cesarevič (1904–1918)

      -  (2) velkokníže Michail Alexandrovič (1878–1918)

    - velkokníže Vladimír Alexandrovič (1847–1907) - větev Vladimirovičové
      - (3) velkokníže Kirill Vladimirovič (1876–1938)
        -  (4) kníže Vladimir Kirillovič (1917–1992)

      - (5) velkokníže Boris Vladimirovič (1877–1943)
      -  (6) velkokníže Andrej Vladimirovič (1879–1956)

    -  (7) velkokníže Pavel Alexandrovič (1860–1919)
      -  (8) velkokníže Dmitrij Pavlovič (1891–1941)

  - velkokníže Konstantin Nikolajevič (1827–1892) - větev Konstantinovičové
    - velkokníže Konstantin Konstantinovič (1858–1915)
      - (9) kníže Ivan Konstantinovič (1886–1918)
        -  (10) kníže Vševoloď Ivanovič (1914–1973)[zdroj⁠?!]

      - (11) kníže Gabriel Konstantinovič (1887–1955)
      - (12) kníže Konstantin Konstantinovič (1891–1918)
      - (13) kníže Igor Konstantinovič (1894–1918)
      -  (14) kníže Georgij Konstantinovič (1903–1938)

    -  (15) velkokníže Dimitrij Konstantinovič (1860–1919)

  - velkokníže Nikolaj Nikolajevič (1831–1891) - větev Nikolajevičové
    - (16) velkokníže Nikolaj Nikolajevič (1856–1929)
    -  (17) velkokníže Petr Nikolajevič (1864–1931)
      -  (18) kníže Roman Petrovič - (1896–1978)

  -   velkokníže Michail Nikolajevič (1832–1909) - větev Michailovičové
    - (19) velkokníže Nikolaj Michajlovič (1859–1919)
    - (20) velkokníže Michail Michailovič (1861–1929)
    - (21) velkokníže Georgij Michailovič (1863–1919)
    - (22) velkokníže Alexandr Michailovič (1866–1933), švagr cara Mikuláše II.
      - (23) kníže Andrej Alexandrovič (1897–1981)
      - (24) kníže Fjodor Alexandrovič (1898–1968)
      - (25) kníže Nikita Alexandrovič (1900–1974)
      - (26) kníže Dimitrij Alexandrovič (1901–1980)
      - (27) kníže Rostislav Alexandrovič (1902–1978)
      -  (28) kníže Vasilij Alexandrovič (1907–1989)

    -  (29) velkokníže Sergej Michailovič (1869–1918)

### Pořadí následnictví od roku 1992
Legenda:

 nárokovatel trůnu a postu hlavy carského rodu

př. (3/2/1) - dotyčný je 3. v pořadí dle Romanovské rodinné asociace, 2. v pořadí dle nároků Marie Vladimirovny, 1. dle primogeniturního nároku
- car Mikuláš I. (1796–1855)
  -  car Alexandr II. (1818–1881) - hlavní větev - Alexandrovičové (†1918)
    -  car Alexandr III. (1845–1894
      -  car Mikuláš II. (1868–1918)
        -  Alexej Nikolajevič, následník cesarevič (1904–1918)

      - car/velkokníže Michail Alexandrovič (1878–1918)
      -  velkokněžna Xenie Alexandrovna (1875–1960)
        - kníže Andrej Alexandrovič (1897–1981) - větev Michailovičové
          -  kníže Andrej Andrejevič (1923-2021), nárokovatel trůnu 2016 až 2021
            -  kníže Alexej Andrejevič (*1953), nárokovatel trůnu od 2021
            - (1/*/1) kníže Petr Andrejevič (*1961)
            - (2/*/2) kníže Andrej Andrejevič (*1963)

        - kníže Rostislav Alexandrovič (1902–1978)
          - kníže Rostislav Rostislavovič (1938–1999)
            - (3/*/3) kníže Rostislav Rostislavovič (*1985)
              - (4/*/4) kníže Rostislav Rostislavovič (*2013)

            - (5/*/5) kníže Nikita Rostislavovič (*1987)

          - kníže Nikolaj Rostislavovič (1945–2000)
            - (6/*/6) kníže Nikolaj Nikolajevič (*1968)
            - (7/*/7) kníže Daniel Nikolajevič (*1972)
              - (8/*/8) kníže Jackson Daniel (*2009)

    - velkokníže Vladimír Alexandrovič (1847–1907) - větev Vladimirovičové (†1992)
      -  velkokníže Kirill Vladimirovič (1876–1938), hlava rodu 1924 až 1938
        - velkokníže Vladimir Kirillovič (1917–1992), hlava rodu 1938 až 1992
          -  velkokněžna Marie Vladimirovna (*1953), nárokovatelka trůnu od 1992
            - (*/1) velkokníže Jiří Michailovič (*1981)

        - velkokněžna Marie Kirillovna (1907–1951)
          -  Emich Kirill Leiningenský (1926–1991)
            -  Mikuláš Kirillovič / Karel Emich Leiningenský (*1952), nárokovatel trůnu jako Mikuláš III. od 2013
              -  princ Emich Nikolajevič Leiningenský (*2010)

        -  velkokněžna Kira Kirillovna (1909–1967)
          - princ Ludvík Ferdinand Pruský (1944–1977)
            -  princ Jiří Fridrich Pruský (*1976), pretendent pruského trůnu, hlava Hohenzollernů
              - princ Karel Fridrich Pruský (*2013)
              - princ Ludvík Ferdinand Pruský (*2013)
              -  princ Jinďřich Albert Pruský (*2016)

          -  princ Kristián Zikmund Pruský (*1946)
            -  princ Kristián Ludvík Pruský (*1986)

  - velkokníže Konstantin Nikolajevič (1827–1892) - větev Konstantinovičové (†1973)
    -  velkokníže Konstantin Konstantinovič (1858–1915)
      -  kníže Ivan Konstantinovič (1886–1918)
        -  kníže Vševoloď Ivanovič (1914–1973)[zdroj⁠?!]

  - velkokníže Nikolaj Nikolajevič (1831–1891) - větev Nikolajevičové
    -  velkokníže Petr Nikolajevič (1864–1931)
      -  kníže Roman Petrovič (1896–1978)
        - kníže Nikolaj Romanovič (1922-2014), nárokovatel trůnu 1992 až 2014
        -  kníže Dimitrij Romanovič  (1926-2016), nárokovatel trůnu 2014 až 2016

  -   velkokníže Michail Nikolajevič (1832–1909) - větev Michailovičové
    - velkokníže Alexandr Michailovič (1866–1933), švagr cara Mikuláše II.
      - kníže Andrej Alexandrovič (1897–1981)
        -  kníže Andrej Andrejevič (1923-2021), nárokovatel trůnu 2016 až 2021
          -  kníže Alexej Andrejevič (*1953), nárokovatel trůnu od 2021
          - (1/*/1) kníže Petr Andrejevič (*1961)
          - (2/*/2) kníže Andrej Andrejevič (*1963)

      - kníže Rostislav Alexandrovič (1902–1978)
        - kníže Rostislav Rostislavovič (1938–1999)
          - (3/*/3) kníže Rostislav Rostislavovič (*1985)
            - (4/*/4) kníže Rostislav Rostislavovič (*2013)

          - (5/*/5) kníže Nikita Rostislavovič (*1987)

        - kníže Nikolaj Rostislavovič (1945–2000)
          - (7/*/7) kníže Nikolaj Nikolajevič (*1968)
          - (7/*/7) kníže Daniel Nikolajevič (*1972)
            - (8/*/8) kníže Jackson Daniel (*2009)